# Сан-Лоренсу-ду-Байру
Сан-Лоренсу-ду-Байру (порт. São Lourenço do Bairro)  —  район (фрегезия) в Португалии,  входит в округ Авейру. Является составной частью муниципалитета  Анадия. Находится в составе крупной городской агломерации Большое Авейру. По старому административному делению входил в провинцию Бейра-Литорал. Входит в экономико-статистический  субрегион Байшу-Воуга, который входит в Центральный регион. Население составляет 2553 человека. Занимает площадь 14,95 км².
Покровителем района считается Святой Лоренсо (порт. São Lourenço). 